# Шулькин, Пётр
Пётр Шу́лькин (пол. Piotr Szulkin, 26 апреля 1950, Гданьск — 5 августа 2018) — польский актёр, режиссёр кино и театра, писатель и сценарист, педагог. Наиболее известен фантастическими сатирическими фильмами.

## Биография
Закончил Художественный лицей в Варшаве и Киношколу в Лодзи.

## Творчество
Начинал анимационными и короткометражными лентами, работал на телевидении. Ставил пьесы Жарри, Брехта, Пинтера, Мрожека. Наиболее известен научно-фантастической тетралогией Голем, Война миров, О-би, о-ба. Конец цивилизации и Ха-ха. Слава героям. Его фильмы-антиутопии или дистопии критики называют истопиями (от англ. East, восток).

## Педагогическая деятельность
Преподавал в лодзинской Киношколе, выпустил нескольких молодых режиссёров.

## Избранная фильмография
- Девушка и чёрт (1976, премия ФИПРЕССИ Краковского фестиваля короткометражных фильмов)
- Колдовские глаза (1977)
- Женщины на работе (1978, главная премия Международного фестиваля короткометражных фильмов в Оберхаузене)
- Голем (1980, премия за лучший режиссёрский дебют на Польском кинофестивале в Гданьске)
- Война миров. Следующее столетие (1981, премия Eurocon лучшему режиссёру научно-фантастического кино, премия Фестиваля фантастических фильмов в Порто лучшему режиссёру)
- О-би, о-ба. Конец цивилизации (1984)
- Га, га. Слава героям (1986)
- Фемина (1991)
- Виновность невиновного, или Когда лучше спать (1992)
- Мясо. Иронический фильм (1994, главная премия фестиваля в Оберхаузене, Серебряный дракон на фестивале короткометражных фильмов в Кракове)
- Король Убю (2003, по гротескной драме Жарри)

## Книги
- Socjopatia. Kraków: Ha!art, 2006
- Epikryza. Kraków: Ha!art, 2011